# علی‌اصغر ده‌پناه
علی‌اصغر ده پناه سرلشکر نیروی زمینی ارتش در دوران پهلو ی و فرماندار نظامی فارس و فرمانده مرکز آموزش پیاده‌نظام شیراز در زمان انقلاب بود.
او که توسط دادگاه انقلاب شیراز به اتهام شرکت فعال در سرکوبی مردم و عاملیت قتل‌عام و کشتار مردم در در ۲۲ بهمن ۵۷ و قتل قتل و کشتار ۸۰ نفر و مجروح شدن ۴۷۰ نفر به یک سال محکوم شده بود، در ۱۴ تیر ۱۳۵۹ توسط صادق خلخالی مجدداً محاکمه و بدون ارجاع و توجه به پرونده‌های او در دادگاه پیشین به همراه چند نفر دیگر از ارتشیان به اعدام محکوم و بلافاصله جکم وی به مرحله اجرا درآمد.
بر اساس ادعای مرکز اسناد انقلاب اسلامی وی در واقعه ۲۸ آبان ۱۳۵۷ نیز با صدور دستور تیراندازی باعث کشته شده ۳ نفر و مجروح شدن ۷ نفر از معترضان شد.
وی در حالی به محاکمه برده و اعدام شد که بنا به مشکلات قلبی تحت عمل جراحی قرار گرفته و در بیمارستان شهریار تحت‌الحفظ مأمورین بود. به دستور خلخالی او با برانکارد (براساسِ ادعای شهود قضیه) به دادگاه احضار و بلافاصله اعدام شد.